# Кимаритэ
Кимаритэ (決まり手) — техническое действие в сумо, обеспечивающее победу одного из борцов и завершающее схватку. К кимаритэ отнесены также срывы технических действий и дисквалификация за запрещённые действия.
По общему правилу, в схватке (тори-куми) побеждает тот борец (сумотори), который вынудил соперника коснуться первым земли любой частью тела, кроме стоп, или вынудил коснуться первым земли за пределами круга. Несмотря на тот факт, что эта цель может быть достигнута борцом любым способом (исключая запрещённые), в сумо существует перечень канонических приёмов. По окончании схватки судья (гёдзи) обязан объявить кимаритэ, посредством которого выиграна схватка, и так или иначе, техническое действие фиксируется в виде одного из кимаритэ. В Японии название кимаритэ обязательно вносится в протокол соревнований и в дальнейшем фигурирует во всех статистических отчётах. Международная федерация сумо требует ведения отчётов в соответствии с перечнем приёмов.
Всего с 2001 года существует 82 кимаритэ (ранее насчитывалось 70), разделённых на шесть групп. К седьмой группе отнесены действия без помощи противника, за которые засчитывается поражение (заступ за круг или касание земли чем-либо кроме стоп). Всего в седьмой группе с 2001 года пять позиций (до этого было две).. 88-я позиция отведена нарушению борцом правил, за которое борец дисквалифицируется
Далеко не все кимаритэ одинаково часто используются борцами. Так, в 30 % схваток победу приносит один и тот же приём ёрикири — вытеснение за круг при обоюдном захвате, а такой приём как иппондзэой (бросок через спину, захватом руки на плечо) за последние 25 лет[когда?] в макуути был проведён всего лишь 6 раз: в ноябре 2000 года (170-килограммовый Кайо бросил таким образом 220-килограммового Мусасимару), в мае 2004 года (Такэкадзэ против Кинкайямы), в сентябре 2011 года (Сагацукаса против Тотиноваки), в январе 2014 года (Сатояма против Тотиноваки), в январе 2017 года (Такэкадзэ против Кайсэя) и в сентябре 2021 года (Хосёрю против Вакатакакагэ).

## Перечень кимаритэ

### Кихонвадза 基本技
| Название            | Описание                                                                                               |
| ------------------- | --- |
| Абисетаоси 浴せ倒し | Сбивание на спину весом своего тела из стойки при обоюдном захвате при отсутствии теснения или броска. |
| Осидаси 押し出し    | Выталкивание за круг упором рук снизу под плечи и головой в грудь                                      |
| Оситаоси 押し倒し   | Опрокидывание на спину упором рук и головы в туловище                                                  |
| Цукидаси 突き出し   | Выталкивание за круг руками                                                                            |
| Цукитаоси 突き倒し  | Опрокидывание на спину толчками рук в туловище                                                         |
| Ёрикири 寄り切り    | Вытеснение за круг при обоюдном захвате                                                                |
| Ёритаоси 寄り倒し   | Силовое опрокидывание на спину при обоюдном захвате                                                    |

### Нагэтэ 投げ手
| Название                    | Описание                                                                                |
| --------------------------- | --------------------------------------------------------------------------------------- |
| Иппондзэой 本背負い         | Бросок через спину захватом руки на плечо                                               |
| Какенагэ 掛け投げ           | Подхват изнутри под разноимённую ногу с захватом маваси и разноимённой руки             |
| Косинагэ 腰投げ             | Бросок через спину или бедро захватом руки и маваси (или туловища) сзади                |
| Котэнагэ 小手投げ           | Бросок захватом разноимённой руки сверху                                                |
| Кубинагэ 首投げ             | Сбивание захватом шеи и руки                                                            |
| Нихоннагэ 二丁投げ          | Подхват под одноимённую ногу при обоюдном захвате маваси                                |
| Ситатэдасинагэ 下手出し投げ | Выведение из равновесия в сторону-вниз захватом маваси сзади из-под руки                |
| Ситатэнагэ 下手投げ         | Сваливание или бросок вперёд-вниз захватом маваси из-под руки                           |
| Сукуинагэ 掬い投げ          | Бросок через спину захватом туловища рукой                                              |
| Цукаминагэ つかみ投げ       | Бросок с захватом туловища и маваси сзади, сверху руки с отрывом от земли подшагиванием |
| Уватэдасинагэ 上手出し投げ  | Выведение из равновесия вперёд-вниз захватом маваси сзади, сверху руки                  |
| Уватэнагэ 上手投げ          | Сбивание или бросок вперёд-вниз захватом маваси, сверху руки                            |
| Ягуранагэ 櫓投げ            | Бросок на бок подсадом под разноимённую ногу при обоюдном захвате маваси                |

### Какэтэ 掛け手
| Название               | Описание |
| ---------------------- | --- |
| Аситори 足取り         | Сбивание захватом бедра или подколенного сгиба снаружи одной рукой и голени другой                                              |
| Тёнгакэ ちょん掛け     | Зацеп голенью одноимённой ноги изнутри с захватом руками руки противника                                                        |
| Кавацугакэ 河津掛け    | Обвив из обоюдного захвата, контрприем от зацепа голенью разноимённой ноги.                                                     |
| Кекаеси 蹴返し         | Подсечка изнутри одноимённой ноги с выведением противника из равновесия в сторону его опорной ноги                              |
| Кетагури 蹴手繰り      | Подсечка изнутри одноимённой ноги со скручиванием в сторону                                                                     |
| Кирикаеси 切り返し     | Подсад бедром, контрприем от зацепа изнутри под разноимённую ногу                                                               |
| Коматасукуи 小股掬い   | Бросок или сваливание захватом изнутри одноимённого бедра впереди стоящей ноги                                                  |
| Кодзуматори 小褄取り   | Выведение из равновесия рывком разноимённой рукой за щиколотку на себя-вверх захватом снаружи                                   |
| Митокородзэме 三所攻め | Зацеп изнутри (или снаружи) разноимённой ноги с упором головой в грудь (или живот) и захватом рукой разноимённого бедра снаружи |
| Нимаигери 二枚蹴り     | Зацеп голенью снаружи разноимённой ноги с отрывом от земли                                                                      |
| Омата 大股             | Бросок на спину захватом разноимённого бедра изнутри                                                                            |
| Сотогакэ 外掛け        | Зацеп голенью разноимённой ноги снаружи с захватом маваси сзади                                                                 |
| Сотокомата 外小股      | Бросок захватом одноимённого бедра или подколенного сгиба снаружи                                                               |
| Сусохарай 裾払い       | Выведение из равновесия подсадом под разноимённое бедро с толчком в грудь и захватом руки                                       |
| Сусотори 裾取り        | Бросок захватом разноимённого голеностопа снаружи                                                                               |
| Цумотори 褄取り        | Выведение из равновесия рывком разноимённой рукой за ступню назад-вверх захватом снаружи                                        |
| Усигакэ 内掛け         | Зацеп голенью разноимённой ноги изнутри при обоюдном захвате маваси                                                             |
| Ватасикомэ 渡し込み    | Сбивание захватом разноимённого бедра или подколенного сгиба снаружи и упором в туловище                                        |

### Хинэритэ 捻り手
| Название               | Описание |
| ---------------------- | --- |
| Амиуси 網打ち          | Бросок захватом руками руки противника в сторону его свободной руки или назад                                                                 |
| Гассохинэри 合掌捻り   | Выведение из равновесия скручиванием головы или шеи руками, соединёнными в замок                                                              |
| Хариманагэ 波離間投げ  | Бросок за спину обратным захватом маваси сзади при атаке противника из низкой стойки                                                          |
| Каинахиери 腕捻り      | Выведение из равновесия в сторону захватом руками руки противника                                                                             |
| Катасукаси 肩透かし    | Скручивание захватом разноимённой руки снизу и упором предплечьем другой руки в шею сверху                                                    |
| Котэхинери 小手捻り    | Выведение из равновесия скручиванием с захватом разноимённой руки и туловища или шеи (выполняется в сторону руки)                             |
| Кубихинери 首捻り      | Скручивание захватом головы и туловища |
| Макиотоси 巻き落とし   | Выведение из равновесия скручиванием с захватом разноимённой руки и туловища (выполняется в сторону туловища)                                 |
| Осакатэ 大逆手         | Бросок захватом маваси сверху плеча и туловища из-под руки                                                                                    |
| Сабаори 鯖折り         | Перевод на колени резким рывком на себя-вниз с захватом руками маваси и туловища сзади                                                        |
| Сакатоттари 逆とったり | Бросок вперёд-вниз через бедро, которое атакующий с опережением подставляет противнику, выполняющему техническое действие тоттари, контрприём |
| Ситатэхинери 下手捻り  | Скручивание захватом разноимённой руки снизу и маваси из-под руки                                                                             |
| Сотомусо 外無双        | Бросок вперед захватом разноимённой руки с блокировкой другой рукой одноимённого бедра снаружи                                                |
| Токкуринагэ 徳利投げ   | Выведение из равновесия скручиванием головы или шеи руками, не соединенными в замок                                                           |
| Тоттари とったり       | Выведение из равновесия вперед-вниз захватом одноимённой рукой запястья, а разноименной рукой под плечо снаружи-снизу                         |
| Цукиотоси 突き落とし   | Скручивание с упором ладонью в бок |
| Усимусо 内無双         | Сваливание захватом разноимённого подколенного сгиба спереди-изнутри                                                                          |
| Уватэхинери 上手捻り   | Скручивание захватом маваси сверху руки и туловища из-под руки                                                                                |
| Дзубунэри ずぶねり     | Скручивание захватом разноимённого плеча снаружи                                                                                              |

### Соритэ 反り手
| Название                     | Описание                                                                                                   |
| ---------------------------- | --- |
| Идзори 居反り                | Бросок назад нырком с захватом ног противника руками                                                       |
| Какэдзори 掛け反り           | Бросок на спину или на бок нырком с зашагиванием под разноимённую ногу противника снаружи                  |
| Сумокудзори 撞木反り         | Бросок назад нырком с захватом одноимённого бедра изнутри                                                  |
| Сототасукидзори 外たすき反り | Выведение из равновесия захватом разноимённого запястья и одноимённого бедра изнутри через руку противника |
| Тацукидзори たすき反り       | Сваливание назад захватом одноимённого бедра изнутри                                                       |
| Цутаедзори 伝え反り          | Сваливание назад захватом разноименной руки через спину на плечо                                           |

### Токусювадза 特殊技
| Название                      | Описание |
| ----------------------------- | --- |
| Хатакикоми 叩き込み           | Выведение из равновесия толчком в плечо, спину или руку сверху вниз                                                      |
| Хикиотоси 引き落とし          | Выведение из равновесия резким рывком на себя-вниз с захватом плеча (руки) снаружи или передней части маваси             |
| Хиккаке 引っ掛け              | Выталкивание за круг рывком за руку                                                                                      |
| Кимедаси 極め出し             | Выталкивание захватом рук сверху (контрприём от захвата туловища руками)                                                 |
| Киметаоси 極め倒し            | Сваливание захватом руки или рук сверху (контрприём от захвата туловища руками)                                          |
| Окуридаси 送り出し            | Выталкивание за круг упором руками в спину (без потери противником равновесия)                                           |
| Окуригакэ 送り掛け            | Зацеп голенью одноимённой ноги снаружи с захватом маваси со спины                                                        |
| Окурихикиотоси 送り引き落とし | Выведение из равновесия резким рывком на себя-вниз с захватом маваси или туловища со спины                               |
| Окуринагэ 送り投げ            | Сбивание или бросок вперед-вниз захватом маваси или туловища со спины                                                    |
| Окуритаоси 送り倒し           | Выведение из равновесия толчком руками в спину                                                                           |
| Окурицуриотоси 送り吊り落とし | Выведение из равновесия подъёмом на грудь с захватом маваси или туловища со спины                                        |
| Сокубиотоси 素首落とし        | Выведение из равновесия толчком запястьем или предплечьем сверху вниз в шею или затылок                                  |
| Цуридаси 吊り出し             | Вынос за круг подъёмом на грудь с захватом маваси или туловища                                                           |
| Цуриотоси 吊り落とし          | Выведение из равновесия подъёмом на грудь с захватом маваси или туловища                                                 |
| Усиромотаре 後ろもたれ        | Выталкивание за круг или выведение из равновесия упором спиной в грудь противника, выполнившего захват туловища со спины |
| Уттяри うっちゃり             | Вынос за круг разворотом туловища с подъёмом противника на грудь                                                         |
| Варидаси 割り出し             | Вытеснение за круг упором одной рукой в верхнюю часть туловища и захватом другой рукой маваси сзади                      |
| Ёбимодоси 呼び戻し            | Бросок наклоном с захватом маваси и туловища                                                                             |

### Хивадза 非技
| Название          | Описание                                                                               |
| ----------------- | -------------------------------------------------------------------------------------- |
| Фумидаси 踏み出し | Заступ за круг спиной вперёд без помощи противника                                     |
| Исамиаси 勇み足   | Заступ за круг лицом вперёд без помощи противника                                      |
| Косикудакэ 腰砕け | Падение назад в результате потери равновесия без помощи противника                     |
| Цукихиза つきひざ | Касание коленом поверхности земли в результате потери равновесия без помощи противника |
| Цукитэ つき手     | Касание рукой поверхности земли в результате потери равновесия без помощи противника   |

### Хансоку 反則
Указанные нарушения правил ведут к проигрышу в схватке и дисквалификации борца.
- Удар противника сжатым кулаком;
- Захват за волосы противника;
- Удар в глаза или солнечное сплетение;
- Одновременный удар по обеим ушным раковинам;
- Удар или захват паховой области противника;
- Захват противника за горло;
- Удар ногой в туловище;
- Захват одного или более пальцев противника[5]